# Rhacophorus htunwini
Rhacophorus htunwini és una espècie de granota que es troba a Myanmar i, possiblement també, a l'Índia.